# Misofonia
La misofonia és una afecció caracteritzada per una reacció emocional, autònoma, negativa a sons quotidians específics. Es tracta d'una síndrome neurofisiològica i conductual caracteritzada fenotípicament per una hiperexcitabilitat del sistema nerviós autònom que cursa amb una disminució de la tolerància a determinats sons i una resposta intensa i desagradable (per exemple, irritació, ira, ansietat).
El terme misofonia (del grec miso: odi i phónè: veu) fou introduït per Jastreboff i Jastreboff l'any 2001. Anteriorment altres autors havien definit el mateix fenomen com síndrome de sensibilitat al so selectiu, sensibilitat al so suau o ràbia sonora.

## Etiologia i patogènia
L'etiologia del trastorn és desconeguda. No se sap si es tracta d'una afecció neurològica, auditiva o psiquiàtrica .
La investigació sobre misofonia inclou estudis realitzats en els camps de l'audiologia, l'otorrinolaringologia, la psiquiatria, la psicologia i les neurociències. La major part de la literatura tendeix a explicar-la dins de la patologia psiquiàtrica. S'ha associat a Trastorns obsessius (sobretot Trastorn Obsessiu de la Personalitat), Trastorns de l'Espectre Autista, Trastorn per Estrès Posttraumàtic, Trastorn Límit de la Personalitat, Trastorn Bipolar i Esquizofrènia. Però la sobre activació davant d'estímuls auditius s'observa també en una àmplia gamma de trastorns neurològics i mèdics: tinnitus, hiperacúsia, migranyes. Es desconeix la naturalesa precisa de la relació entre la misofonia i aquests trastorns.
Alguns autors han suggerit una agrupació familiar de la síndrome i han proposat una transmissió genètica de tipus autosòmic dominant.

## Clínica, diagnòstic, diagnòstic diferencial i comorbiditat
Els símptomes de la misofonia són amplis i variables.
Es creu que els individus amb misofonia mostren un augment de l'excitació del sistema nerviós simpàtic acompanyada d'angoixa com a resposta a sons específics basats en patrons concrets i repetitius, independentment del nivell de decibels.
Exemples de sons desencadenants o “misofònics” són els que es produeixen en mastegar, empassar, esbufegar, respirar, moure repetidament un peu, escurar un got amb la cullera, obrir i tancar repetidament un bolígraf, etc.
La resposta misòfona es mostra amb una gran varietat de símptomes d'intensitat diversa. Els més freqüents són els relacionats amb l'ansietat: opressió precordial, tensió muscular, taquicàrdia, dispnea, irritabilitat, ira, agressivitat, temor al descontrol, pànic... De forma secundària apareix simptomatologia depressiva i alteracions conductuals (habitualment conductes d'evitació o agressives). La gran variabilitat tant en els sons com en les reaccions suggereix que les diferències individuals, l'aprenentatge i el context poden tenir un paper en la resposta aversiva. Aquesta malaltia pot causar molt de patiment i de greus alteracions en la funcionalitat normal del subjecte que la pateix.
S'han presentat models d'aprenentatge associatiu i no associatiu per comprendre els mecanismes subjacents de la misofonia.
La misofonia no està inclosa en els sistemes de classificació de malalties actuals (DSM-5, ICD-11). Per al seu diagnòstic cal la realització d'una història clínica exhaustiva i de proves audiològiques. També s'utilitzen escales específiques per avaluar els sons misòfons i la qualitat i intensitat de la resposta.10
El diagnòstic diferencial s'ha de plantejar amb altres alteracions auditives, neurològiques o psiquiàtriques. Destaquem:
Els acúfens i tinnitus: sons o sorolls en una o ambdues orelles que sovint s'acompanyen de pèrdua de l'agudesa auditiva.
La hiperacúsia: sensibilitat extrema a sons o sorolls secundària a una percepció augmentada que es manifesta en determinats freqüències, rangs i volum del so (els més greus o els més aguts per exemple)
La fonofòbia: temor exagerat al so, que es considera un subtipus de misofonia.
La misofonia es presenta amb molta freqüència de forma comòrbida amb els Trastorns Obsessius de la personalitat (fins a un 52%) i molts altres trastorns psiquiàtrics.

## Tractament
Actualment, no hi ha cap tractament farmacològic per a la misofonia. Sobre la base de la seva associació amb els trastorns obsessius i als símptomes d'ansietat i depressius que presenta, s'han utilitzat tractaments serotoninèrgics, principalment Inhibidors selectius de recaptació de Serotonina (ISRS), amb resultats parcialment satisfactoris.
La Tinnitus Retraining Therapy (TRT) o Teràpia d'Habituació, dissenyada per Jastreboff i Jastreboff es basa en la hipòtesi que l'habituació a un determinat so, mitjançant teràpia sonora i acompanyament psicoterapèutic, fa que aquest so deixi de ser molest. Es va crear per al tractament del Tinnitus però també s'ha proposat per abordar la misofonia, degut a les semblances entre ambdues malalties.
Diferents modalitats de tractament cognitivo conductual han demostrat eficàcia en aproximadament la meitat dels casos de misofonia. S'apliquen tècniques d'afrontament, exposició amb prevenció de resposta, reestructuració cognitiva i relaxació.
Altres opcions terapèutiques d'eficàcia menys demostrada inclouen, canvis en l'estil de vida (ritme de son-vigília, hàbits alimentaris, exercici físic...), hipnosi i Neurofeedback (https://centrodelaudifono.es/misofonia/).